# Estonia na Mistrzostwach Świata w Lekkoatletyce 2009
Estonia na Mistrzostwach Świata w Lekkoatletyce 2009 – reprezentacja Estonii podczas czempionatu w Berlinie liczyła 18 zawodników. Jedyny medal (brązowy) zdobył Gerd Kanter  w rzucie dyskiem.

## Medale
- Gerd Kanter –  brązowy medal w rzucie dyskiem

## Występy reprezentantów Estonii

### Mężczyźni
| Konkurencja    | Zawodnik      | Eliminacje | Eliminacje | Ćwierćfinał | Ćwierćfinał | Półfinał      | Półfinał      | Finał         | Finał         |
| Konkurencja    | Zawodnik      | Wynik      | Poz.       | Wynik       | Poz.        | Wynik         | Poz.          | Wynik         | Poz.          |
| -------------- | ------------- | ---------- | ---------- | ----------- | ----------- | ------------- | ------------- | ------------- | ------------- |
| Bieg na 200 m  | Marek Niit    | 21,21      | 39.        | NS          |             | Nie awansował | Nie awansował | Nie awansował | Nie awansował |
| Bieg na 1500 m | Tiidrek Nurme | 3:43,73 SB | 28.        |             |             | Nie awansował | Nie awansował | Nie awansował | Nie awansował |

| Konkurencja    | Zawodnik           | Kwalifikacje | Kwalifikacje | Finał         | Finał         |
| Konkurencja    | Zawodnik           | Wynik        | Poz.         | Wynik         | Poz.          |
| -------------- | ------------------ | ------------ | ------------ | ------------- | ------------- |
| Trójskok       | Lauri Leis         | 15,98        | 38.          | Nie awansował | Nie awansował |
| Pchnięcie kulą | Taavi Peetre       | 19,91        | 15.          | Nie awansował | Nie awansował |
| Rzut dyskiem   | Gerd Kanter        | 66,73        | 2.           | 66,88         | 3.            |
| Rzut dyskiem   | Aleksander Tammert | 62,24        | 13.          | Nie awansował | Nie awansował |
| Rzut dyskiem   | Märt Israel        | 59,58        | 22.          | Nie awansował | Nie awansował |
| Rzut oszczepem | Mihkel Kukk        | 78,18        | 16.          | Nie awansował | Nie awansował |
| Rzut oszczepem | Tanel Laanmäe      | NM           |              | Nie awansował | Nie awansował |
| Rzut oszczepem | Andrus Värnik      | NS           |              | Nie awansował | Nie awansował |
| Dziesięciobój  | Andres Raja        |              |              | 8119 PB       | 15.           |
| Dziesięciobój  | Mikk-Mihkel Arro   |              |              | 7528          | 33.           |
| Dziesięciobój  | Mikk Pahapill      |              |              | NU            |               |

### Kobiety
| Konkurencja    | Zawodniczka         | Kwalifikacje | Kwalifikacje | Finał          | Finał          |
| Konkurencja    | Zawodniczka         | Wynik        | Poz.         | Wynik          | Poz.           |
| -------------- | ------------------- | ------------ | ------------ | -------------- | -------------- |
| Skok wzwyż     | Anna Iljuštšenko    | 1,89         | 17.          | Nie awansowała | Nie awansowała |
| Skok w dal     | Ksenija Balta       | 6,59         | 8.           | 6,62           | 8.             |
| Skok w dal     | Sirkka-Liisa Kivine | 6,10         | 33.          | Nie awansowała | Nie awansowała |
| Rzut oszczepem | Moonika Aava        | 53,86        | 26.          | Nie awansowała | Nie awansowała |
| Siedmiobój     | Kaie Kand           |              |              | 5760           | 18.            |